# Wattanasupt Jarernsri
Wattanasupt Jarernsri (thailändisch วัฒนศัพท์ เจริญศรี; * 1. Januar 1989 in Loei) ist ein thailändischer Fußballspieler.

## Karriere
Wattanasupt Jarernsri erlernte das Fußballspielen in der Jugendmannschaft des Erstligisten Chula United FC in Bangkok. Hier unterschrieb er 2009 auch seinen ersten Vertrag. 2011 nannte sich der Verein in BBCU FC (Big Bang Chula United FC) um. Nach seiner ersten Saison stieg er mit dem Club in die Zweite Liga ab. 2011 wurde er mit dem Verein Tabellendritter der Thai Premier League Division 1 und stieg somit wieder in die Erste Liga, die Thai Premier League, auf. Nach 107 Spielen für den Club verließ er Bangkok und schloss sich 2015 dem Ligakonkurrenten Suphanburi FC aus Suphanburi an. Mitte 2016 unterschrieb er einen Vertrag beim Zweitligisten Chiangmai FC in Chiangmai. Zum Chonburi FC, einem Erstligisten aus Chonburi, wechselte er Anfang 2018. Die Rückserie wurde er an den Zweitligisten Thai Honda FC aus Bangkok ausgeliehen. Nach Vertragsende in Chonburi ging er 2020 nach Sisaket, wo er sich dem Zweitligisten Sisaket FC anschloss. Für den Verein absolvierte er 26 Zweitligaspiele. Am Ende der Saison musste er mit Sisaket in die dritte Liga absteigen. Nach dem Abstieg verließ er den Klub und schloss sich dem Drittligisten Songkhla FC an. Mit dem Klub aus Songkhla spielte er in der Southern Region der Liga. Bei Songkhla stand er eine Spielzeit unter Vertrag. Im Sommer 2022 wechselte er in die North/Eastern Region, wo er sich dem Mahasarakham FC aus Maha Sarakham anschloss. Am Ende der Saison feierte er mit dem Verein die Meisterschaft der Region und die Qualifikation zu den Aufstiegsspielen zur zweiten Liga. Hier konnte man sich jedoch nicht durchsetzen. Im Sommer 2023 wurde sein Vertrag nicht verlängert.

## Erfolge
BBCU FC
- Thai Premier League Division 1: 2011 – 3. Platz  ▲

Mahasarakham FC
- Thai League 3 – North/East: 2022/23